# Cosmopolitan
Cosmopolitan ([ˌkɒzməˈpɒlɪtən Amer ˌkɑːzməˈpɑːlɪtən]IPA; zkráceně Cosmo [ˈkɒzməʊ Amer ˈkɑːzməʊ]IPA) je mezinárodní časopis pro ženy. Poprvé byl vydán ve Spojených státech roku 1886 jako rodinný časopis, ale později transformován na literární časopis a nakonec se koncem 60. let stal časopisem pro ženy. Současný Cosmopolitan se ve svých článcích zaměřuje na vztahy a sex, zdraví, kariéru, celebrity, módu a krásu. Cosmopolitan, jehož vydavatelem je Hearst Magazines, je vydáván v 58 mezinárodních edicích, ve 34 jazycích ve více než 100 zemích světa.

## Cosmopolitanv ČR
Českou verzi časopisu vydává mediální skupina MAFRA (dříve Bauer Media Praha). V prvním a druhém čtvrtletí roku 2020, tedy v období poznamenaném koronavirovou pandemií, byl průměrný prodaný náklad v ČR 17 715 výtisků a průměrná čtenost 118 000 čtenářů.